# Kishoreganj (distrikt)
Kishoregonj (engelska: Kishoregonj District) är ett distrikt i Bangladesh.   Det ligger i provinsen Dhaka, i den centrala delen av landet, 100 km nordost om huvudstaden Dhaka. Antalet invånare är 2 911 907.
Runt Kishoregonj är det tätbefolkat, med 659 invånare per kvadratkilometer.